# Гай Саллюстій
Гай Саллюстій Крісп (лат. Gaius Sallustius Crispus, 1 жовтня 86 до н. е. — 13 травня 35 до н. е.) — римський політик, історик. Народився в сабінському місті Амітерне, походить з відомої плебейської сім'ї.

## Біографія
Славився своєю розгульною молодістю проведеною в Римі. В 55 рр. отримав звання квестора, а в 52 став народним трибуном. Був ворогом Цицерона. В 50 рр. був вигнаний з сенату, хоча рік по тому Крісп приєднався до Цезаря й відновився на посаді квестора та в сенаті. В 47 р. командував флотом у берегів Африки й перехоплював запаси провізії у ворогів Цезаря. Того ж року був обрано претором на 46 рік до н. е.
Після закінчення громадянської війни 46 рр. був призначений проконсулом в Нумідію.
Був дуже багатою людиною, про що свідчить збудований ним розкішний парк (Horti Sallustiani), котрий у майбутньому став улюбленим місцем багатьох імператорів. Одразу після вбивства Цезаря залишив політичну діяльність й присвятив себе виключно літературі.

## Праці
До нас дійшли цілими лише дві його праці, а саме: Змова Катиліни (The Conspiracy of Catiline) та Югуртинська війна («Bellum Jugurthinum»); Від головної праці Саллюстія, «Historiarum libri quinque», в якій описуються події від 78 до 66 р. до н. е., залишились лише фрагменти. Існують й інші твори історика.
Окрім Саллюстієвих історичних робіт, до нас дійшли також два його листи до Цезаря («Duae epistolae ad Caesarem senem de republica») та («Declamatio in Ciceronem»).

## Стиль
Стиль творів Саллюстія помітно відрізняється від праць сучасників (насамперед Цицерона і, меншою мірою, Цезаря). Мова його творів відрізняється вживанням рідкісних слів, виразів та зворотів. Як наслідок, вона дуже далека від усної латині. Найвідоміша особливість його стилю — застосування архаїчних і нечасто вживаних слів. Застарілі слова йому збирав граматик і ритор (вчитель ораторської майстерності), лібертин Луцій Атей Філолог (Луцій Атей Претекстата). При цьому пізніше Філолог допомагав писати «Історію громадянських воєн» Гаю Азінію Полліону і радив йому уникати наслідування стилю Саллюстія. Крім архаїзмів, Саллюстій широко вживав простонародні форми слів і поетизми. Р. Сайм припускає, що на вибір стилю і навіть на підбір слів (архаїзми й рідковживані слова замість сучасної лексики) вплинула антипатія Саллюстія до Цицерона, одного з законодавців стилю в латинській мові в I столітті до н. е. Дослідники вважають, що у «Змові Катіліни» (першому творі Саллюстія) унікальний стиль вже склався. Надалі він еволюціонує. З'являються нові елементи синтаксису, історик відмовляється від ряду слів, але замість них починає застосовувати інші. Збережені промови з «Історії» містять також слова, які ще архаїчніші і менш поширені, ніж уживаються Саллюстієм раніше. Також Саллюстій уникає таких побитих слів, поширених в публічних виступах політичних ораторів, як honestas (чесність), humanitas (людяність), consensus (згода) та інших.
У ряді випадків історик застосовує рідкісне написання відомих слів — lubido замість libido, maxumum замість maximum. Часто вживає сполучник quo замість поширенішого ut, foret замість esset (форми дієслова esse «бути»). Для позначення третьої особи множини дієслова в активному перфекті Саллюстій часто вживає закінчення- ere замість звичайного — erunt (наприклад, coepere «[вони] почали» замість класичної форми coeperunt), для прикметників і іменників третьої відміни у знахідному відмінку множини — is замість — es (наприклад, montis «гори» замість montes). Крисп більш активно, ніж сучасники, субстантивує прикметники — наприклад, boni (хороші [люди]) і incerta (недостовірні [відомості]). Деякі слова, що вживаються Саллюстієм, не зустрічаються у збережених творах латинської літератури до нього: antecapere (упереджувати), portatio (доставка), incruentus (безкровний), incelebratus (невідомий), incuriousus (недбалий). Іноді ці слова вважають неологізмами, хоча деякі філологи припускають, що Саллюстій міг лише відродити слова архаїчної латини. Від інших авторів I століття до н. е. Саллюстія відрізняє і використання специфічних форм обороту ablativus absolutus, герундива мети і родового розділового відмінка. Історик також активно застосовував антитези, хіазми і алітерації.
Хоча Саллюстій бачив своє завдання насамперед у тлумаченні фактів та літературній обробці матеріалу, в його творах помітна відмова від ритмічності, що є особливо важливим, оскільки римляни частіше читали твори вголос і сприймали їх на слух. Вважається, що складний для сприйняття на слух стиль міг бути застосований через бажання створити враження складних обставин. Саллюстій більше наслідував короткий стиль Катона (за іншою версією, вирішальним був вплив сухих, але змістовних «Записок про галльську війну» Цезаря, ніж складнішого стилю, який був поширений у середині I століття до н. е. (так писав, наприклад, Цицерон). Схожим чином давньогрецькою мовою писав Фукідід. Стислість формулювань (лат. brevitas) як критикувалася сучасниками за неясність, так і віталася. Сучасники і пізніші ритори зазвичай вважали його мову жорсткою і темною, не применшуючи достоїнств як історика.
Відзначається, що підходи Саллюстія до написання історичних творів єдині як переважно наративі, так і у промовах. Незважаючи на відомі особливості риторики Цезаря на момент написання «Катіліни», історик навіть не намагався вкласти у вуста Цезарю слова, які міг би вживати саме він. В результаті Цезар виголошує в сенаті промову специфічною мовою Саллюстія. Однак, вона побудована дуже якісно і логічно, що пов'язують з бажанням Саллюстія представити свого покровителя у вигідному світлі.

### Особливості викладу
Саллюстій ретельно наслідує античні зразки в побудові структури твору. М. фон Альбрехт виділяє такі основні засоби літературної техніки, застосовані Саллюстієм: передмови, особисті характеристики, мови, письма, екскурси, драматичне оформлення, перипетії. При цьому драматизація викладу, на думку В. С. Дурова, була дуже незначною порівняно з більшістю сучасних йому грецьких істориків. Використана Криспом послідовність «передмова — історичний огляд — велика мова» згодом була застосована Тацитом. Також відзначаються симетричність композиції історичних творів і застосування що вносять уточнення екскурсів.
Важливу роль у Саллюстія грає пролог. В обох монографіях в прологах міститься апологія історії від вважають її марним і неблагородним заняттям, причому в «Югурті» увагу на цьому акцентовано сильніше, ніж у «Катіліні». У пролозі «Катіліни» історик висловлює свою позицію про теорії занепаду моралі, після чого формується підтвердження у вигляді розповіді про змову. При цьому висловлений на початку роботи зв'язок між змовою і падінням рівня моралі Саллюстій практично не підкреслює надалі. Екскурси в «Катіліні» мають суб'єктивний характер, у «Югурті» ж вони безособові і відсторонені.

## Погляди

### Теорія занепаду моралі
Теоретичною основою робіт Саллюстія є вчення про занепад моралі. Ця теорія припускала, що влада над величезними територіями призвела до забуття традиційних римських чеснот і, як наслідок, до кризи в суспільстві. Ті, хто поділяли це вчення, вважали, що з «виправленням» морального обличчя римлян ситуація в державі нормалізується сама собою. Вперше в Римі цю ідею висунув Марк Порцій Катон Цензор на початку II століття до н. е. Розвитком її займалися працювали в Римі греки Полібій і Панетій Родоський. Саллюстій слідом за Катоном засумнівався і в поширеному в римському суспільстві уявленні, ніби представники римського нобілітету з самого народження були кращими за всіх інших і володіли багатьма достоїнствами вже через своє походження.
Історія Римської держави, за Саллюстієм, поділяється на три частини — царську епоху (до 510 /509 року до н. е.), «Золотий вік» Республіки (до 146 року до н. е.) І початок занепаду (його час). Передбачається, що трискладова історична модель Саллюстія була розвитком ідей Платона про три типи форм держави. Початком періоду занепаду традиційної моралі Крисп вважає взяття Карфагена в 146 році до н. е., але найважливішою подією називає диктатуру Луція Корнелія Сулли (82-79 роки до н. е.). Змова Катіліни корінням йде в цю диктатуру, і Саллюстій навмисно підкреслює цей зв'язок.
С. Л. Утченко приходить до висновку про те, що в «Змові Катіліни» Саллюстій каже про занепад моралі саме серед римського нобілітету і, як наслідок, вказує на те, що саме його представники винні в кризі всієї держави. Теми, що стали теоретичною основою «Змови Катіліни», були вперше в стислому вигляді озвучені в «Листах до Цезаря». Говорити про ідейну спрямованість «Історії» важко через її фрагментарною схоронності, проте на основі аналізу збережених фрагментів передбачається, що спрямованість Саллюстія проти нобілітету отримала в цій праці подальший розвиток. Крім того, в «Історії» остаточно сформувалися озвучені у двох монографіях погляди Саллюстія на сутність політичної боротьби в Стародавньому Римі як на протистояння плебсу і нобілітету.
Терміном, що характеризує гідності політика, за Саллюстієм, є virtus. Способом одержання virtus Крисп бачить досягнення земної слави (gloria) завдяки здійсненню різних діянь, корисних державі. При цьому дослідники зазначають, що virtus в «Катиліні» володіли і політичні противники Саллюстія — Катон Молодший і Цицерон. Крім того, свої погляди у відомому суперечці Цезаря і Катона в «Катилині» Саллюстій озвучує саме вустами свого супротивника Катона, а не свого покровителя. Таким чином, як вважає І. М. Тронський, історик зкидає Цезарю відсутність твердих моральних принципів.

### Пропозиції щодо виправлення ситуації
У «Листах до Цезаря» Саллюстій пропонує Цезарю набір дій, які, на його думку, можуть виправити становище. У числі найважливіших пропозицій — боротьба з надмірним багатством і витратами на предмети розкоші, а також застосування методики голосування на виборах магістратів, при якій перші центурії (найбагатші) не мали б вирішальної ролі. Він також пропонує і контроль за виборами магістратів, які в 50-ті роки проходили в обстановці тотальних підкупів і фальсифікацій, щоб багаті не мали переваги перед здатними. Також Крисп говорить про необхідність виведення колоній за участю «старих» і «нових» громадян, що вимагатиме проведення ще й аграрної реформи. Ці поради Саллюстій супроводжує попередженням про необхідність врахування обов'язкового протидії нобілітету цим реформам. Завдяки цьому передбачалося подолати замкнутість нобілітету і залучити до управління державою середні верстви. У той же час історики та філологи XX століття вказував на негативне ставлення Саллюстія до політичної активності міських низів, ветеранів і рабів.
Політичні погляди Саллюстія, таким чином, ґрунтуються на ідеї збереження панування в політичному житті сенату і народних зборів, але з розширенням участі «середнього класу» в управлінні державою. Саллюстію була чужа поширена в той час ідея встановлення довготривалої монархії за елліністичним зразком. При цьому на момент написання «Листів» (тобто до того, як Цезар став довічним диктатором) Саллюстій був готовий довірити владу Цезарю для здійснення запропонованих реформ. Сам Саллюстій пише про існування справедливого співвідношення між сенатом, патриціями (носіями авторитету) і плебеями (носіями реальної сили). Однак С. Л. Утченко вважає, що ідеальна держава за Кріспом усе одно являє собою сенатську республіку, реальна влада в якій належить нобілітету.

## Вплив Саллюстія
Хоча Саллюстій встиг написати небагато творів, він справив великий вплив на розвиток як латинської мови, так і історичної думки. Його творчість і оригінальний стиль, як правило, високо оцінювалися більш пізніми авторами. Вже в античну епоху він став одним із «шкільних авторів», що вивчаються при навчанні латинської мови. Різні стилістичні та структурні особливості творів Саллюстія були запозичені істориками Титом Лівієм і Тацитом, а також менш відомими (наприклад, Веллеєм Патеркулом). Крім того, Саллюстій часто називався пізнішими римськими авторами в числі найкращих римських істориків. «Найпершим з римських істориків» його називав Марк Валерій Марціал. Дуже високо оцінювали Саллюстія Тацит і Авл Геллій, а Марк Корнелій Фронтон використовував зібрані Саллюстієм застарілі слова для додання мови «архаїчного колориту». Його твори часто використовували пізніші автори при написанні своїх творів. Зокрема, в «Фарсалії» Лукана виявляється багато запозичень з Саллюстія, в тому числі, як вважається, і з незбережених частин «Історії». Крім того, його твори використовували Сілій Італік, Вібій Максим, Плутарх, Амміан Марцеллін. Ритор II століття Зеноб переклав його твори  давньогрецькою мовою. З іншого боку, вже Гай Азіній Полліон критично відгукувався про стиль Саллюстія. Поліон, за словами Ґая Светонія Транквілла, писав, що твори Кріспа були «зіпсовані нарочито старовинними словами». Наприклад, він критикував Саллюстія за позначення переправи армії через протоку словом, що вживають для позначення переміщення військ суходолом. Автор відомого підручника «Настанови оратору» Квінтіліан писав про те, що Саллюстій кращий історик, ніж Тит Лівій, але останній кращий для вивчення в риторичних школах, оскільки розуміння його «Історії» не вимагає спеціальної підготовки. 
Праці Саллюстія вивчали з християнської точки зору Марк Мінуцій Фелікс і Аврелій Августин. У Середні століття його твори продовжували вивчати в школах при навчанні латинської мови, зокрема це практикувалося у Києво-Могилянській Академії ще в часи навчання Григорія Сковороди. Стиль римського історика вплинув на істориків Відукінда і Віпона . Таким чином, в античності, а також в Ранньому і Високому Середньовіччі найбільший вплив чинила особлива латинь Саллюстія.

## Переклади українською
- Ґай Саллюстій Крісп. Змова Катіліни. Переклав з литини Назар Ващишин. — Львів: видавництво «Апріорі», 2020. — 140 с. ISBN: 978-617-629-543-3